# Косарев, Борис Васильевич

Удостоверение РОСТа. 1921 год

Борис Васильевич Косарев (23 июля [4 августа] 1897, Харьков — 23 марта 1994, Харьков — советский украинский театральный художник, график, живописец, фотограф и педагог; ученик Ладислава Тракала, член Объединения современных художников Украины с 1927 года и Союза художников Украины с 1939 года, профессор с 1952 года. Отец художницы театра Надежды Косаревой.

## Биография
Родился 23 июля (4 августа) 1897 года в Харькове в семье инженера-путепроходца. В 1911—1915 годах учился у Ладислава Иосифовича Тракала, которого считал своим главным учителем. В период учёбы у Тракала вместе с своим другом Василием Ермиловым занимался декоративными росписями зданий, отелей, таких как «GRAND-HÔTEL — Kharkoff». В течение 1915—1918 годов — в Харьковском художественном училище (учителями были Алексей Кокель, Михаил Пестриков, Александр Любимов).
В 1915 году начал работать в театре в качестве помощника декоратора, с 1916 года самостоятельно оформлял спектакли. До Октябрьской революции расписывал церкви. В 1917 году был одним из основателей группы харьковских кубофутуристов «Союз семи». Начиная с 1918 года работал в театрах Одессы и Харькова. Рисунки Косарева публиковались, в частности, в харьковском журнале «Пути творчества». Летом 1919 года покинул Харьков с деникинскими частями, в 1920 году оказался в Одессе, работал в «Окнах Юг-РОСТА». Работал как плакатист, также занимался оформлением агитпоездов, улиц города к революционным праздникам, в частности разработал проект украшения Пушкинской улицы к конгрессу III Интернационала. В 1921 году вернулся в Харьков. С 1923 года работал главным художником Харьковского детского театра.
В 1931—1935 годах преподавал на театрально-декоративном отделении Харьковского художественного института. В годы Великой Отечественной войны был в эвакуации в Новосибирске, с 1944 жил во Львове; в 1948—1949 годы преподавал в Львовском институте прикладного и декоративного искусства, заведовал кафедрой декоративной живописи, занимал должность декана факультетов обработки дерева, художественной керамики и декоративной скульптуры, исполнял обязанности декана факультета декоративной живописи, художественной графики и художественного текстиля. В 1950 году вернулся в Харьков и с 1950 по 1963 годы вновь преподавал на театрально-декоративном отделении Харьковского художественного института, а с 1963 по 1989 годы — на кафедре интерьера и оборудования Харьковского художественно-промышленного института. Член ВКП (б) с 1952 года.
Среди учеников: Леонид Писаренко, Юрий Старостенко, Галина Нестеровская, Леонид Братченко, Виталий Добровольский, Николай Хахин, Юрий Александрочкин, Константин Могилевский, Зиновий Винник, Владимир Геращенко, Григорий Корень, Владимир Кравец, Николай Кужелев, Вачаган Норазян, Полина Осначук, Наталья Руденко-Краевська, Тарас Шигимага, Илья Кружков и другие.
Умер в Харькове 23 марта 1994 года. Похоронен на 13-м городском кладбище Харькова.

## Творчество
Вместе с Владимиром Бобрицьким, Георгием Цапком оформил харьковское кабаре «Дом актёра». В соавторстве с Владимиром Бобрицким оформил спектакли
- «Чудо святого Антонія» Мориса Метерлинка;
- «Сестра Беатриса» Мориса Метерлинка;
- «Обмін» Поля Клоделя;
- «Вознесіння Ганнеле Маттерн» Герхарта Гауптмана;
- «Пан» Шарля ван Лерберга;
- «Бранд» Генрика Ибсена;
- «Собака садівника» Лопе де Вега;
- «Євреї» Евгения Чирикова.

- «Чудо святого Антонія» Мориса Метерлинка;
- «Сестра Беатриса» Мориса Метерлинка;
- «Обмін» Поля Клоделя;
- «Вознесіння Ганнеле Маттерн» Герхарта Гауптмана;
- «Пан» Шарля ван Лерберга;
- «Бранд» Генриха Ибсена;
- «Собака садівника» Лопе де Вега;
- «Євреї» Евгения Чирикова.

Оформил сборники стихов Владимира Маяковского, Бориса Пастернака, Велимира Хлебникова.
В 1930 году в качестве фотограф работал помощником оператора на съемках фильма Александра Довженко «Земля».
В Харьковском детском театре оформил спектакли:
- «Фауст в городе» Анатолия Луначарского (1923)
- «Бум и Юла» Николая Шкляра (1923)
- «Медведь и Паша» Огюстен Эжен Скриб (1924)
- «Хубеане» Ричарда Победимского (1924)
- «Колька Ступин» Сергея Ауслендера (1924)
- «Аул Гидже» Николая Шестакова (1930)
- «Скупой» Жана Батиста Мольера (1937)
- «Русские люди» Константина Симонова (1940)
- «Ивасик-Телесик» Евгения Фомина и Анатолия Шияна (1938)
- «Бременские музыканты» по сказке братьев Гримм (1941)
- «Снежная королева» Евгения Шварца (1945).

В Харьковском Червонозаводском театре оформил спектакли:
- «Мандат» Николая Эрдмана (1925)
- «Париж (Казнь Сальва)» Сергея Прокофьева по Эмилю Золя (1925)
- «Шторм» Владимира Билль-Белоцерковского (1926)
- «Марко в аду» Ивана Кочерги (1928, режиссёр Василий Василько)
- «За двумя зайцами» Михаила Старицкого (1928, режиссёр Василий Василько)
- «Комсомольцы» Леонида Первомайского (1930, режиссёр Василий Василько)

В Харьковском украинском драматическом театре оформил спектакли:
- «Соло на флейте» Ивана Микитенко (1932),
- «Мартын Боруля» Ивана Карпенко-Карого (1934)
- «Ярослав Мудрый» Ивана Кочерги (1946, в соавторстве с Василием Греченко).

Среди живописных работ
- «Двадцять п’яте липня» (1918);
- «Будуйте народні будинки» (1918);
- «М. Євреїнов» (1918);
- «Жнива» (1919);
- «Три села, два селища» (1921);
- «Білизна на вітрі» (1921);
- «Холодна весна» (1921);
- «Трава» (1921);
- «Натюрморт із м’ячем» (1921);
- серії на тему Ейфелевої вежі (1922);
- «Кримська вуличка» (1950);
- «Гурзуф» (1950);
- «Тополі» (1960);
- «Море» (1966);
- «Пірс» (1966);
- «Седнів» (1984);
- «Миргород» (1985).

- «Двадцять п’яте липня» (1918);
- «Будуйте народні будинки» (1918);
- «М. Євреїнов» (1918);
- «Жнива» (1919);
- «Три села, два селища» (1921);
- «Білизна на вітрі» (1921);
- «Холодна весна» (1921);
- «Трава» (1921);
- «Натюрморт із м’ячем» (1921);
- серії на тему Ейфелевої вежі (1922);
- «Кримська вуличка» (1950);
- «Гурзуф» (1950);
- «Тополі» (1960);
- «Море» (1966);
- «Пірс» (1966);
- «Седнів» (1984);
- «Миргород» (1985).

С 1914 года был участником харьковских, с 1927 года — всеукраинских, с 1930 года — всесоюзних и с 1934 года — международных выставок, в частности:
- 17-я выставка Общества харьковских художников (1914)
- «Художник сегодня» (1927);
- передвижная художественная выставке Объединения современных художников Украины в селе Каменском Запорожской области и Днепропетровске (1928)
- международная выставка театрально-декорационного искусства в Нью-Йорке (1934)
- выставка, посвященная творчеству А. Н. Островского в связи с 50-летием со дня смерти в Москве (1936)
- 2-я выставке произведений львовских советских художников, посвященная 150-летию со дня рождения А. С. Пушкина в Львове (1949)
- 14-областная выставка «Художники Харькова к 40-летию Октября» (1957)[1] .

Персональные выставки состоялись в Харькове в 1967 году, посмертные — в Харькове в 1999 году, в Киеве в 2001 и 2012 годах и Нью-Йорке в 2011 году.
Некоторые работы художника хранятся в Харьковском художественном музее, Государственном музее театрального, музыкального и кино-искусства Украины в Киеве, Театральной музее имени Бахрушина в Москве, а также в других музеях и частных коллекциях Украины, РФ, Италии, США, Франции.

## Награды
- Сталинская премия (за 1947 года; за оформление спектакля «Ярослав Мудрый»)
- Орден «Знак Почета»